# Araeomolis albipicta
Araeomolis albipicta là một loài bướm đêm thuộc phân họ Arctiinae, họ Erebidae.